# Laurie Provincial Park
Laurie Provincial Park är en park i Kanada.   Den ligger i provinsen Nova Scotia, i den östra delen av landet, 1 000 km öster om huvudstaden Ottawa. Laurie Provincial Park ligger 28 meter över havet. Den ligger vid sjöarna  Little Grand Lake och Shubenacadie Grand Lake.
Terrängen runt Laurie Provincial Park är huvudsakligen platt, men norrut är den kuperad. Laurie Provincial Park ligger nere i en dal. Närmaste större samhälle är Lower Sacvkille, 13,4 km sydväst om Laurie Provincial Park. 
I omgivningarna runt Laurie Provincial Park växer i huvudsak blandskog. Runt Laurie Provincial Park är det ganska glesbefolkat, med 27 invånare per kvadratkilometer.